# Nazionale maschile di football americano dei Paesi Bassi
La nazionale maschile di football americano dei Paesi Bassi (Nederlands American Football Team) è la selezione maggiore maschile di football americano della AFBN, che rappresenta i Paesi Bassi nelle varie competizioni ufficiali o amichevoli riservate a squadre nazionali.

## Risultati
Legenda: Grassetto: Risultato migliore, Corsivo: Mancate partecipazioni

## Dettaglio stagioni

### Amichevoli
| Stagione | Vin | Par | Per | Tot | PF  | PS  | avversaria           |
| -------- | --- | --- | --- | --- | --- | --- | -------------------- |
| 2004     | 0   | 0   | 1   | 1   | 0   | 53  | Svezia               |
| 2013     | 1   | 0   | 0   | 1   | 37  | 14  | Polonia              |
| 2014     | 1   | 0   | 1   | 2   | 42  | 38  | Rep. Ceca, Catalogna |
| 2015     | 0   | 0   | 1   | 1   | 0   | 12  | Svizzera             |
| 2016     | 1   | 0   | 1   | 2   | 34  | 41  | Irlanda, Polonia     |
| Totale   | 3   | 0   | 4   | 7   | 113 | 158 |                      |

Fonte: americanfootballitalia.com

### Tornei

#### Europei

##### Europeo ante-2001/Europeo A/Europeo dal 2018

###### Fase finale
| Stagione | regular season | regular season | regular season | regular season | regular season | regular season | playoff | playoff | playoff | playoff | playoff | playoff          | playoff    |
|          | Vin            | Par            | Per            | Tot            | PF             | PS             | Vin     | Per     | Tot     | PF      | PS      | risultato        | avversaria |
| -------- | -------------- | -------------- | -------------- | -------------- | -------------- | -------------- | ------- | ------- | ------- | ------- | ------- | ---------------- | ---------- |
| 1991     | -              | -              | -              | -              | -              | -              | 1       | 1       | 2       | 20      | 61      | Terzo posto      | Francia    |
| 2021     | -              | -              | -              | -              | -              | -              | 0       | 2       | 2       | 0       | 70      | Dodicesimo posto | Rep. Ceca  |
| Totale   | -              | -              | -              | -              | -              | -              | 1       | 3       | 4       | 20      | 131     |                  |            |

Fonte: americanfootballitalia.com

###### Qualificazioni
| Stagione | regular season | regular season | regular season | regular season | regular season | regular season | playoff | playoff | playoff | playoff | playoff | playoff                         | playoff       |
|          | Vin            | Par            | Per            | Tot            | PF             | PS             | Vin     | Per     | Tot     | PF      | PS      | risultato                       | avversaria    |
| -------- | -------------- | -------------- | -------------- | -------------- | -------------- | -------------- | ------- | ------- | ------- | ------- | ------- | ------------------------------- | ------------- |
| 1986     | -              | -              | -              | -              | -              | -              | 0       | 2       | 2       | 11      | 33      |                                 | Gran Bretagna |
| 1988     | -              | -              | -              | -              | -              | -              | 0       | 1       | 1       | 6       | 13      |                                 | Francia       |
| 1991     | -              | -              | -              | -              | -              | -              | 2       | 0       | 2       | 43      | 16      |                                 | Svezia        |
| 1992     | -              | -              | -              | -              | -              | -              | 1       | 1       | 2       | 30      | 43      |                                 | Svezia        |
| 2015     | 1              | 0              | 0              | 1              | 17             | 3              | -       | -       | -       | -       | -       | Qualificata al turno successivo | Belgio        |
| 2016     | -              | -              | -              | -              | -              | -              | 1       | 1       | 2       | 30      | 26      | Terzo posto                     | Russia        |
| 2019     | -              | -              | -              | -              | -              | -              | 0       | 2       | 2       | 19      | 77      | Terzo posto                     | Danimarca     |
| Totale   | 1              | 0              | 0              | 1              | 17             | 3              | 4       | 7       | 11      | 139     | 208     |                                 |               |

Fonte: americanfootballitalia.com

##### Europeo B
| Stagione | regular season | regular season | regular season | regular season | regular season | regular season | playoff | playoff | playoff | playoff | playoff | playoff     | playoff    |
|          | Vin            | Par            | Per            | Tot            | PF             | PS             | Vin     | Per     | Tot     | PF      | PS      | risultato   | avversaria |
| -------- | -------------- | -------------- | -------------- | -------------- | -------------- | -------------- | ------- | ------- | ------- | ------- | ------- | ----------- | ---------- |
| 2024     | 0              | 0              | 2              | 2              | 13             | 21             | -       | -       | -       | -       | -       | Terzo posto | -          |
| Totale   | 0              | 0              | 2              | 2              | 13             | 21             | -       | -       | -       | -       | -       |             |            |

Fonte: americanfootballitalia.com

##### Europeo C
| Stagione | regular season | regular season | regular season | regular season | regular season | regular season | playoff | playoff | playoff | playoff | playoff | playoff      | playoff    |
|          | Vin            | Par            | Per            | Tot            | PF             | PS             | Vin     | Per     | Tot     | PF      | PS      | risultato    | avversaria |
| -------- | -------------- | -------------- | -------------- | -------------- | -------------- | -------------- | ------- | ------- | ------- | ------- | ------- | ------------ | ---------- |
| 2003     | 0              | 0              | 2              | 2              | 31             | 91             | -       | -       | -       | -       | -       | Quinto posto |            |
| 2007     | 0              | 0              | 2              | 2              | 8              | 67             | -       | -       | -       | -       | -       | Quinto posto |            |
| 2012     | 0              | 0              | 1              | 1              | 14             | 21             | 1       | 0       | 1       | 17      | 15      | Terzo posto  | Russia     |
| Totale   | 0              | 0              | 5              | 5              | 53             | 179            | 1       | 0       | 1       | 17      | 15      |              |            |

Fonte: americanfootballitalia.com

#### Treasure Cup
| Stagione | regular season | regular season | regular season | regular season | regular season | regular season | playoff | playoff | playoff | playoff | playoff | playoff   | playoff    |
|          | Vin            | Par            | Per            | Tot            | PF             | PS             | Vin     | Per     | Tot     | PF      | PS      | risultato | avversaria |
| -------- | -------------- | -------------- | -------------- | -------------- | -------------- | -------------- | ------- | ------- | ------- | ------- | ------- | --------- | ---------- |
| 2014     | -              | -              | -              | -              | -              | -              | 1       | 0       | 1       | 38      | 13      | Campioni  | Belgio     |
| Totale   | -              | -              | -              | -              | -              | -              | 1       | 0       | 1       | 38      | 13      |           |            |

Fonte: americanfootballitalia.com

### Riepilogo partite disputate
| Anno              | Luogo      | Evento       | Fase del torneo           | Incontro                       | Risultato     |
| 1986              | Birmingham | Europeo      | Qualificazioni            | Gran Bretagna - Paesi Bassi    | 9 - 6         |
| 1986              | Soest      | Europeo      | Qualificazioni            | Paesi Bassi - Gran Bretagna    | 5 - 24        |
| 1988              | Amsterdam  | Europeo      | Qualificazioni            | Paesi Bassi - Francia          | 6 - 13        |
| 1991              | Amsterdam  | Europeo      | Qualificazioni            | Paesi Bassi - Unione Sovietica | 30 - 7        |
| 1991              | Göteborg   | Europeo      | Qualificazioni            | Svezia - Paesi Bassi           | 9 - 13        |
| 1991              | Helsinki   | Europeo      | Semifinale                | Paesi Bassi - Gran Bretagna    | 3 - 49        |
| 1991              | ?          | Europeo      | Finale 3º - 4º posto      | Paesi Bassi - Francia          | 17 - 12       |
| 1992              | Malmö      | Europeo      | Qualificazioni            | Svezia - Paesi Bassi           | 30 - 12       |
| 1992              | L'Aia      | Europeo      | Qualificazioni            | Paesi Bassi - Svezia           | 18 - 13       |
| 2003              | Copenaghen | Europeo C    | Girone                    | Italia - Paesi Bassi           | 63 - 21       |
| 2003              | Copenaghen | Europeo C    | Girone                    | Paesi Bassi - Russia           | 10 - 28       |
| 2004              | Arnhem     | Amichevole   |                           | Paesi Bassi - Svezia           | 0 - 53        |
| 2007              | Wolfsberg  | Europeo C    | Girone                    | Paesi Bassi - Svizzera         | 8 - 40        |
| 2007              | Wolfsberg  | Europeo C    | Girone                    | Paesi Bassi - Norvegia         | 0 - 27        |
| 2012              | San Gallo  | Europeo C    | Semifinale                | Paesi Bassi - Serbia           | 14 - 21       |
| 2012              | Hohenems   | Europeo C    | Finale 3º - 4º posto      | Paesi Bassi - Russia           | 17 - 15       |
| 2013              | Varsavia   | Amichevole   |                           | Polonia - Paesi Bassi          | 14 - 37       |
| 2014              | Ostenda    | Treasure Cup |                           | Belgio - Paesi Bassi           | 13 - 38       |
| 21 settembre 2014 | Praga      | Amichevole   |                           | Rep. Ceca - Paesi Bassi        | 12 - 6        |
| 18 ottobre 2014   | Gerona     | Amichevole   |                           | Catalogna - Paesi Bassi        | 26 - 36       |
| 2015              | Thun       | Amichevole   |                           | Svizzera - Paesi Bassi         | 12 - 0        |
| 2015              | Waalwijk   | Europeo      | Qualificazioni            | Paesi Bassi - Belgio           | 17 - 3        |
| 2016              | Waalwijk   | Amichevole   |                           | Paesi Bassi - Irlanda          | 20 - 0        |
| 2016              | Worcester  | Europeo      | Qualificazioni            | Rep. Ceca - Paesi Bassi        | 20 - 13       |
| 2016              | Worcester  | Europeo      | Qualificazioni            | Paesi Bassi - Russia           | 17 - 6        |
| 2016              | Lublino    | Amichevole   |                           | Polonia - Paesi Bassi          | 41 - 14       |
| 10 novembre 2018  | Beringen   | Amichevole   |                           | Belgio - Paesi Bassi           | 14 - 7        |
| 12 ottobre 2019   | Arnhem     | Europeo A    | Qualificazioni            | Paesi Bassi - Finlandia        | 0 - 55        |
| 19 ottobre 2019   | Gentofte   | Europeo A    | Qualificazioni            | Danimarca - Paesi Bassi        | 22 - 19       |
| agosto 2021       |            | Europeo A    | Semifinale 9º - 12º posto | Svizzera - Paesi Bassi         | 35 - 0 d.g.s. |
| 2021              |            | Europeo A    | Finale 11º - 12º posto    | Rep. Ceca - Paesi Bassi        | 35 - 0 d.g.s. |
| 26 ottobre 2024   | Navan      | Europeo B    |                           | Irlanda - Paesi Bassi          | 18 - 13       |
| 17 novembre 2024  | Arnhem     | Europeo B    |                           | Paesi Bassi - Turchia          | 0 - 3         |

## Confronti con le altre Nazionali
Questi sono i saldi dei Paesi Bassi nei confronti delle Nazionali incontrate.

### Saldo positivo
| Nazionale         | Giocate | Vinte | Pareggiate | Perse | PF | PS | Ultima vittoria | Ultimo pari | Ultima sconfitta |
| ----------------- | ------- | ----- | ---------- | ----- | -- | -- | --------------- | ----------- | ---------------- |
| Unione Sovietica† | 1       | 1     | 0          | 0     | 30 | 7  | 1991            | -           | -                |
| Catalogna         | 1       | 1     | 0          | 0     | 36 | 26 | 2014            | -           | -                |
| Belgio            | 3       | 2     | 0          | 1     | 62 | 30 | 2015            | -           | 2018             |
| Russia            | 3       | 2     | 0          | 1     | 44 | 49 | 2016            | -           | 2003             |

### Saldo in pareggio
| Nazionale | Giocate | Vinte | Pareggiate | Perse | PF | PS  | Ultima vittoria | Ultimo pari | Ultima sconfitta |
| --------- | ------- | ----- | ---------- | ----- | -- | --- | --------------- | ----------- | ---------------- |
| Irlanda   | 2       | 1     | 0          | 1     | 33 | 18  | 2016            | -           | 2024             |
| Francia   | 2       | 1     | 0          | 1     | 23 | 25  | 1991            | -           | 1988             |
| Polonia   | 2       | 1     | 0          | 1     | 51 | 55  | 2013            | -           | 2016             |
| Svezia    | 4       | 2     | 0          | 2     | 43 | 105 | 1992            | -           | 2004             |

### Saldo negativo
| Nazionale     | Giocate | Vinte | Pareggiate | Perse | PF | PS | Ultima vittoria | Ultimo pari | Ultima sconfitta |
| ------------- | ------- | ----- | ---------- | ----- | -- | -- | --------------- | ----------- | ---------------- |
| Danimarca     | 1       | 0     | 0          | 1     | 19 | 22 | -               | -           | 2019             |
| Turchia       | 1       | 0     | 0          | 1     | 0  | 3  | -               | -           | 2024             |
| Serbia        | 1       | 0     | 0          | 1     | 14 | 21 | -               | -           | 2012             |
| Norvegia      | 1       | 0     | 0          | 1     | 0  | 27 | -               | -           | 2007             |
| Italia        | 1       | 0     | 0          | 1     | 21 | 63 | -               | -           | 2003             |
| Rep. Ceca     | 3       | 0     | 0          | 3     | 19 | 67 | -               | -           | 2021             |
| Finlandia     | 1       | 0     | 0          | 1     | 0  | 55 | -               | -           | 2019             |
| Gran Bretagna | 3       | 0     | 0          | 3     | 14 | 82 | -               | -           | 1991             |
| Svizzera      | 3       | 0     | 0          | 3     | 8  | 87 | -               | -           | 2021             |